# Cuaderna
En náutica, la Cuaderna (Galibo, Galibus, Forma, ant. Garbo) de una embarcación, son cada una de las costillas de madera u otro material, que paralelas y separadas entre sí van encajadas perpendicularmente en la quilla, corren hacia babor, estribor y arriba formando la estructura soporte del casco. (fr. Couple; ing. Frame; it. Corba, Quaderna).

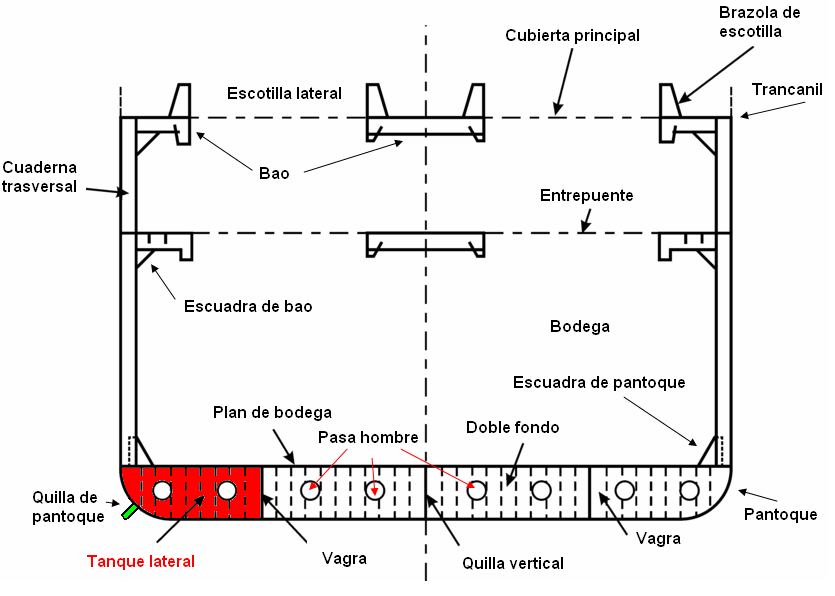
Corte de la sección media de un mercante.

## Etimología
La Cuaderna, llamada también Galibo, muchos pronuncian Galibus, antiguamente se decía Garbo, según Clar.; y Tom. le llama Forma.
1. Clar.: D. Antonio Clariana y Gualves (en su Resumen náutico, impreso en Barcelona en 1731, en 8.º)
2. Tom.: Tomé Cano (Arte de fabricar naos, impreso en Madrid en 1611, en 4°)

En un buque, de popa a proa se sitúan los palmejares, que junto a las cuadernas constituyen el Costillar.

## Buque de madera
Las cuadernas están formadas por dos arcos de madera, paralelos y unidos por clavijas; formados cada uno por piezas largas y curvas (el tamaño lo determina el tronco del árbol) unidas por sus extremos a tope por clavijas. Cada arco comienza desde su centro en la quilla (en la cual encajan). Uno de los arcos empieza en varenga y el otro empieza por dos genoles, luego las uniones de las piezas de cada arco están en desfase respecto a las del otro arco. 
Forman el esqueleto del buque, y sobre ellas se remachan o sueldan las planchas o tablas que forman el forro (a veces llamado «piel») exterior. 

### Partes
En la fotografía se aprecia correctamente cada una de las «costillas» o cuadernas de la estructura de una chalupa ballenera.

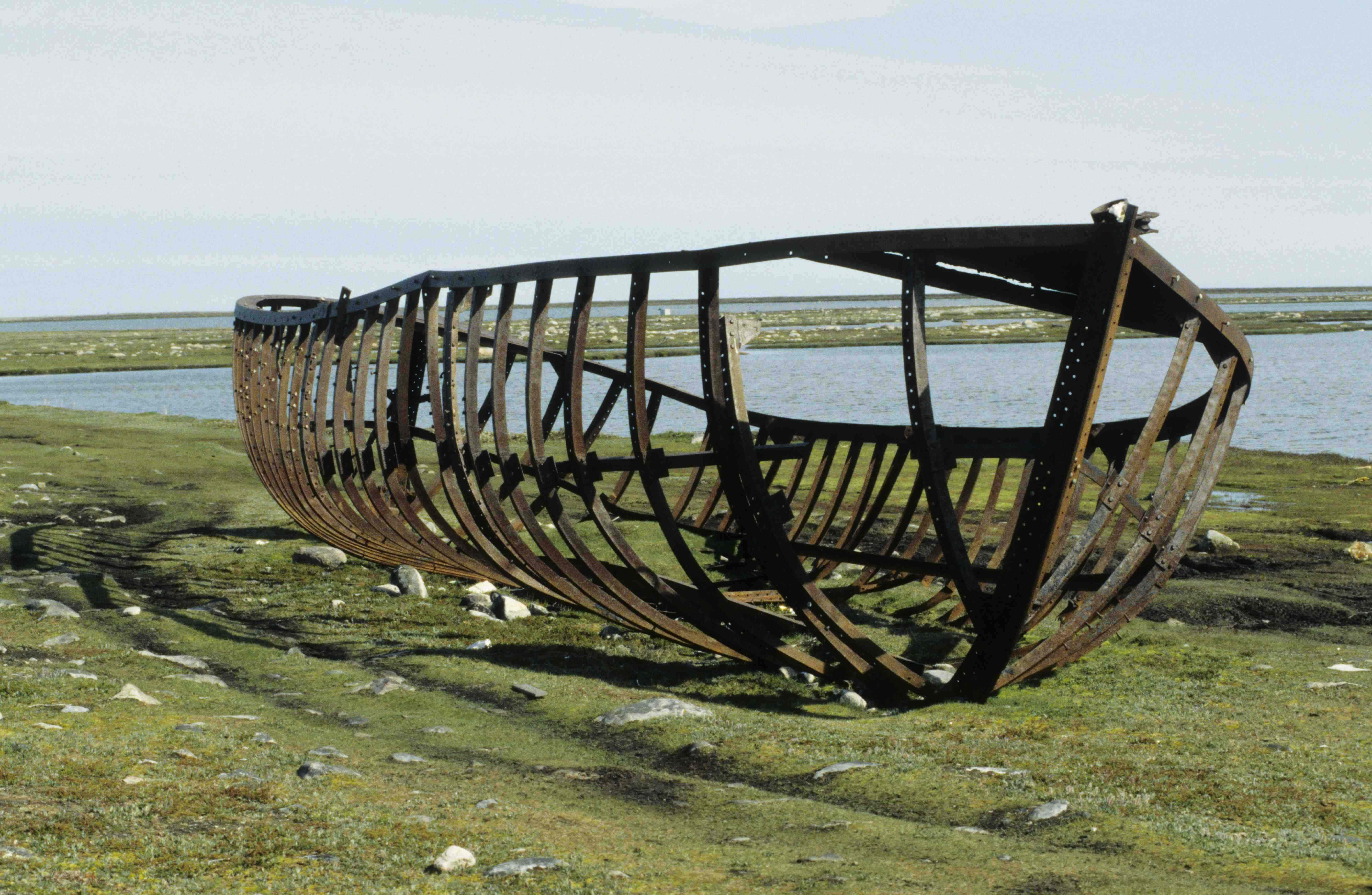
Restos de la estructura de un casco ballenero.

| Desde arriba hacia abajo      | Desde arriba hacia abajo      |
| Segundo Arco                  | Primer Arco                   |
| ----------------------------- | ----------------------------- |
| Barraganete (ing. Top timber) | Barraganete (ing. Top timber) |
| ..., etc                      | ..., etc                      |
| 5° Ligazón                    | 4° Ligazón                    |
| 3° Ligazón                    | 2° Ligazón                    |
| 1° Ligazón (Genoles)          | Varenga (ing. Floor)          |

## Tipos de cuadernas

### Tipos por la figura y lugar que ocupa
- Cuadernas de armar (Cuadernas de armazón, Posta, Armadera): son las que el constructor coloca en todo el largo del buque para darle su primera figura.
- Cuadernas de henchimiento (Cuadernas intermedias): son las que se acomodan en los huecos que hay de una a otra de las de armar.
- Cuadernas llanas (Cuadernas a escuadra): son la que tiene las caras de encoramentar de sus miembros en un mismo plano perpendicular al diametral del casco.
- Cuadernas reviradas (Cuadernas de reviro, Cuadernas inclinadas, Cuadernas levantadas): son las que no forman ángulo recto con la quilla.
- Cuaderna maestra (Cuaderna principal): es la más saliente del centro, de base de más extensión, de figura más vasta y de diámetro igual al bao mayor. Algunos buques tienen dos, una colocada en el centro de la quilla y otra más hacia proa.
- Cuadernas de cuadratura de popa (Cuadernas de lof de popa, Cuadernas de redel de popa): son las que se sitúan a popa a cierta distancia de la principal o maestra.
- Cuadernas de cuadratura de proa (Cuadernas de lof de proa, Cuadernas de redel de proa): son las que se sitúan a proa a cierta distancia de la principal o maestra.
- Cuaderna última de proa (Horcon, Gallon, Espaldón, Espaldar):

### Tipos
- Cuadernas apostadas: son las cuadernas de armar a las que algunos llaman también impropiamente cuadernas maestras, sin duda considerándolas así respecto a las intermedias.[1]
- Cuadernas de popa: son las últimas de este sitio.

## Frases relacionadas
- Armar y escorar las cuadernas: colocar las de armazón en sus respectivos lugares para envararlas y formar las plantillas de las intermedias. También se arman de antemano en tierra para cigüeñarlas.
- Macizar las cuadernas: rellenar los huecos entre ellas con otros maderos curvos de la figura que den las vagras.[1]